# شخشيخة (آلة موسيقية)
الشّخشيخة أو القَرْعيّة أو المَراكة أو (جمع: مَراكات) أو المَرَكاس هي أداة موسيقى تظهر في العديد من أنواع الموسيقى الكاريبية واللاتينية. تُهَزّ بواسطة مقبض وتُعلب زوجان معًا.

## معرض الصور

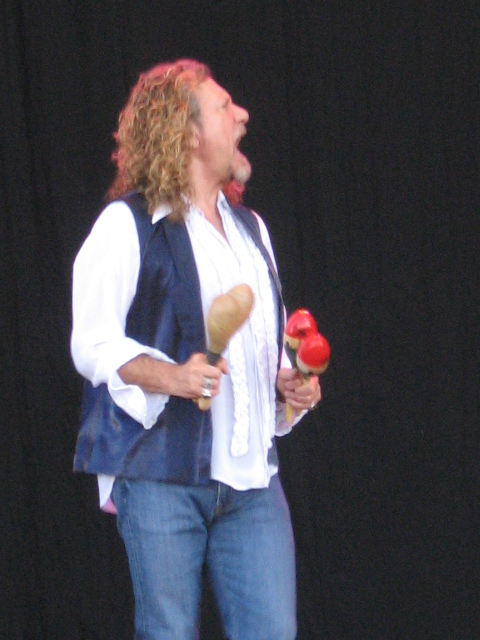
روبرت بلانت يلعب زوجين من المراكة
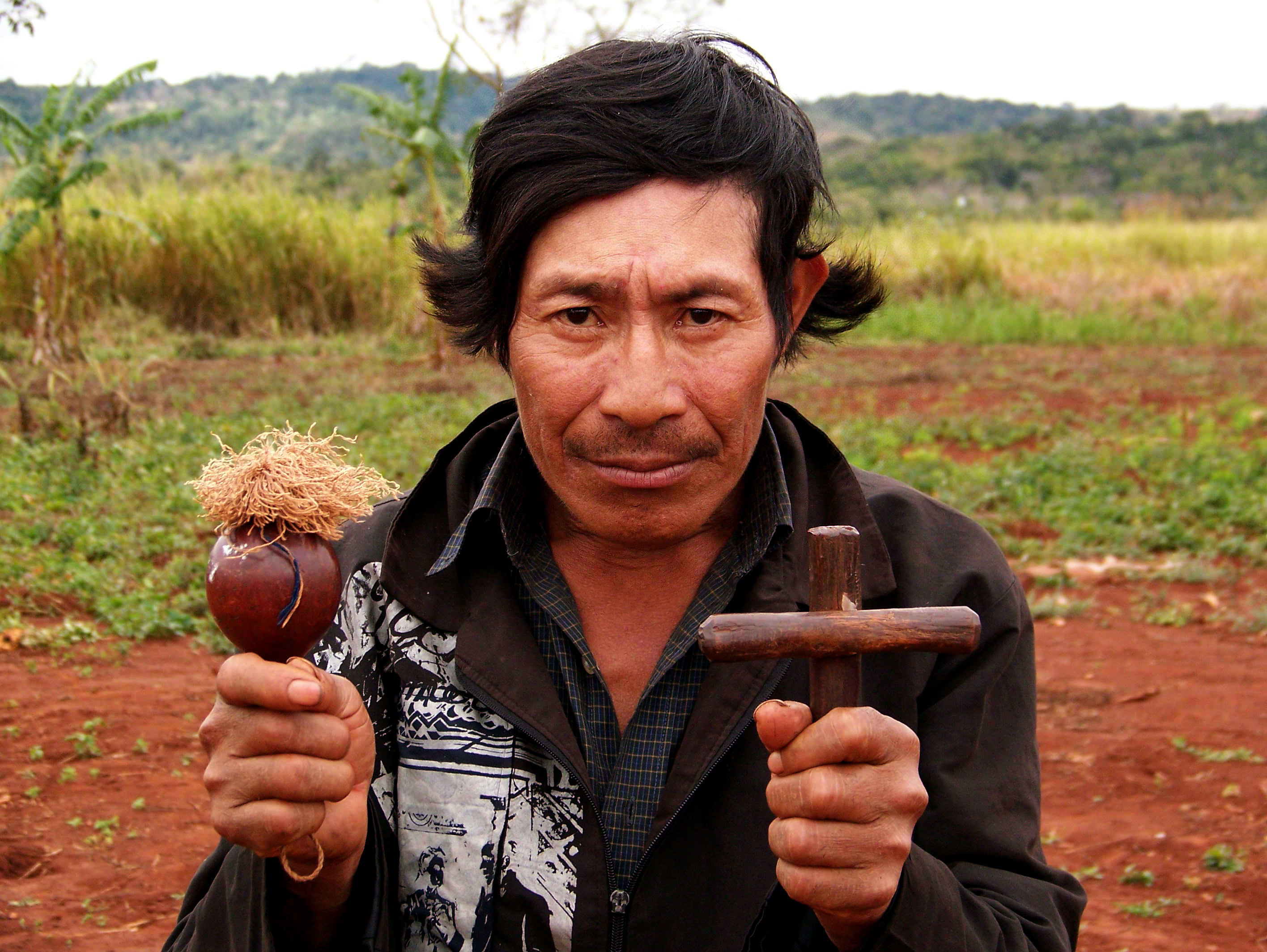
شامانٌ غواراني يحمل صليبًا ومَراكة
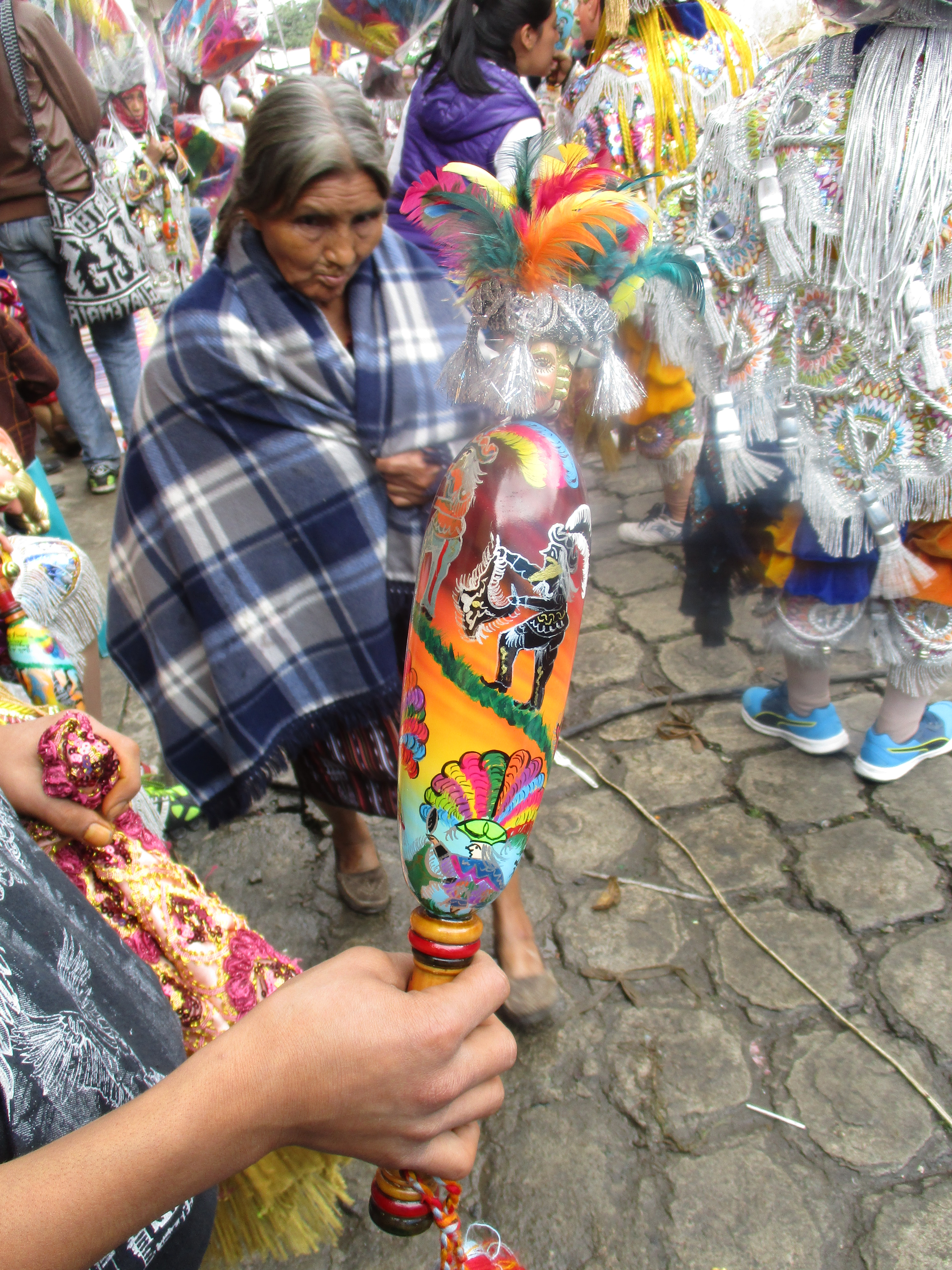